# Behang
Behang of behangsel is een decoratieve muurbedekking op een licht soort canvas of sterk papier. In het verleden werd behangmateriaal vaak gedrenkt in was en olie, tegenwoordig wordt het veelal met een kunststof toplaag afgewerkt. Bij het aanbrengen van behang wordt gebruikgemaakt van een speciale lijmsoort, behangplaksel. Behang vervult vaak een esthetische functie, en wordt soms gebruikt om vochtplekken of scheuren in de muur te verdoezelen.
Interieurs van gebouwen, stands op beurzen, etalages, podia, maar ook het interieur van houten kisten en lades of kartonnen dozen kunnen worden behangen. Gedessineerd behang is zo ontworpen dat het patroon zich "herhaalt", en dus kunnen stukken die van dezelfde rol zijn gesneden naast elkaar worden opgehangen, zodat het patroon wordt voortgezet zonder dat gemakkelijk te zien is waar de voeg tussen twee stukken zich bevindt.

## Geschiedenis
In de middeleeuwen begon men in Europa de muren met wandtapijten te behangen. Het gebruik van tapijten langs de muren werd door de Arabieren of kruisvaarders in Europa geïntroduceerd. Eeuwenlang zou het behang zijn oosterse afkomst verraden door de typische tapijtmotieven.
Eind 16e eeuw kwam het in de mode om goudleerbehang te gebruiken, bedrukt met een houtsnede. Om de Franse zijde-industrie te beschermen, verbood Lodewijk XIV het bedrukken van stoffen, maar het bedrukken van papier was geen probleem. In het midden van de 18e eeuw werd de behangselfabricage een hele industrie met vooral in Engeland en Frankrijk een massale productie. Aanvankelijk werden de allerduurste soorten op bestelling met de hand beschilderd, soms met blokken bedrukt en aan elkaar geplakt door de arbeiders. De traditionele manier om behang te vervaardigen was dus via blokdruk. Een motievenpatroon werd handmatig met een blokpers op een voorgeverfde rol gedrukt met behulp van een in hout uitgesneden stempel. Slechts enkele ateliers maken nog behangpapier op deze manier, waaronder het Franse Manufacture Zuber et Cie, het Engelse Atelier d'Offard en Cole & Son, het Amerikaanse Adelphi Paper Hanging en het Belgische Atelier V.V.. 
Jean-Baptiste Réveillon was een van de succesvolsten die zich bezighield met het produceren van behang. In 1756 startte hij een fabriek op die dertig jaar later aan 300 man een inkomen bood. Hij trok beroemde kunstenaars aan om behang te beschilderen. Al gauw kreeg hij concurrentie. Zelfs Casanova richtte in Parijs een behangselfabriek op. In 1783 werd voor het eerst behang gebruikt om de luchtballons van de gebroeders Montgolfier te maken en te verfraaien.
In Hoorn ontstond rond 1777 op initiatief van de Vaderlandsche Maatschappij, een behangfabriek, opgezet door de doopsgezinde predikant Cornelis Ris. Het Westfries Museum bezit een belangrijke collectie behangsels uit deze half-filantropische en half-commerciële onderneming, gesteund door de bewindhebbers van de Sociëteit van Suriname. In het Museum Geelvinck-Hinlopen Huis is een ensemble van vijf behangsels van Egbert van Drielst te zien. Johannes van Dreght en zijn leerling Jurriaan Andriessen waren eveneens veel gevraagde behangschilders. Rond 1800 waren er wel twintig behangselschilders aan het werk in Nederland. De schilders werkten aan huis, zodat ze rekening konden houden met de lichtinval. Ze idealiseerden de natuur met vredige taferelen en landschappen.
In 1839 vroeg de Engelse firma Potters & Rose patent aan op de eerste behangdrukmachine. Daarna kwamen de eindeloze rollen behang op de markt, en zakte de prijs tot een kwartje per rol. De enige Nederlandse fabriek van behangpapier was in de 19e eeuw die van Balthasar Deuss in Roermond, die in 1899 door de buitenlandse concurrentie moest stoppen.
Aan het einde van de 19e eeuw daalde de papierprijs. Ook de motieven werden armzaliger. In de tweede helft van de 20e eeuw werd motiefbehang steeds zeldzamer, om tegen het einde bijna verdwenen te zijn. De laatste jaren wint motiefbehang echter weer aan populariteit, ook bij jonge mensen.

## Behang in oude huizen
Behang werd vroeger op ragdoek (jute) gelijmd. Dat ragdoek zat over latten (rachels) gespannen die tegen de muur waren geplaatst, het zogenaamde betengelen. Soms werd een grondlaag van krantenpapier gebruikt. Tegenwoordig worden de muren vlak gemaakt en kan het behang er zo opgeplakt worden met behangplaksel, gemaakt van roggemeel.

## Behang verwijderen
Wanneer er een nieuwe behanglaag moet worden aangebracht, moet een oude behanglaag vaak verwijderd worden. Behangplaksel hecht namelijk niet altijd op de oude laag. Ook kan er verkleuring van de nieuwe laag optreden, of blijven de oude naden zichtbaar wanneer de nieuwe laag eroverheen wordt geplakt. Oude lagen kunnen verwijderd worden met "behangafweek" of met behulp van een stoomapparaat.

## Voetnoten
1. ↑  J.H.P. Heesters,Wandbekleding, Eisma b.v., Leeuwarden, 1979.
2. ↑  Alles over behang, Nationale Contact-Commissie voor de Behangerij, 1960.
3. ↑  Habermehl, N.D.B. (2000) Joan Cornelis van der Hoop (1742—1825). Marinebestuurder voor stadhouder Willem V en koning Willem I, p. 41-2.
4. ↑  Sugden, A.V, Potters of Darwen 1839–1939 a century of wallpaper printing by machinery. 1939
5. ↑  Charlotte Abrahams: Wallpaper, Kosmos uitgevers, 2009.